# Arthur-Nikisch-Preis
Der Arthur-Nikisch-Preis war ein Musikpreis der Stadt Leipzig, der von 1957 bis 1989 für herausragende Dirigentenleistungen unregelmäßig vom Oberbürgermeister vergeben wurde. Er wurde im Juli 1957 anlässlich des 175-jährigen Bestehens des Gewandhausorchesters in Würdigung der Verdienste des Gewandhauskapellmeisters Arthur Nikisch, der von 1895 bis 1922 am Neuen Gewandhaus in Leipzig wirkte, durch den Rat der Stadt Leipzig gestiftet. Der Preis war mit 5000 Mark dotiert und ging an zum Teil internationale Dirigentenpersönlichkeiten. Am 102. Geburtstag Nikischs, den 12. Oktober 1957, fand die erste Preisverleihung im Rahmen eines Festaktes im Neuen Rathaus von Leipzig statt. Geehrt wurde der 1933 aus Deutschland vertriebene Gewandhauskapellmeister Bruno Walter und der seinerzeitige Leiter des Orchesters Franz Konwitschny. Letzter Preisträger war 1989 Kurt Sanderling.

## Preisträger
- 1957: Bruno Walter und Franz Konwitschny
- 1967: Otto Klemperer
- 1972: Kurt Masur und Gerhard Bosse
- 1974: Herbert Kegel
- 1979: Jewgeni Mrawinski
- 1980: Hans-Joachim Rotzsch
- 1983: Igor Markevitch
- 1989: Kurt Sanderling